# Katharina Haecker
Katharina Haecker (ur. 31 lipca 1992) – niemiecka, a od 2014 roku australijska judoczka. Trzykrotna olimpijka. Zajęła szesnaste miejsce w Rio de Janeiro 2016 i Tokio 2020, a także siedemnaste w Paryżu 2024. Walczyła w wadze półśredniej.
Zajęła siódme miejsce na mistrzostwach świata w 2018 i 2024; uczestniczka zawodów w 2015, 2017, 2019, 2021, 2022 i 2023. Startowała w Pucharze Świata w latach 2014, 2015, 2017-2019, 2022 i 2023. Zdobyła dziesięć medali w kontynentalnych zawodach w strefie Oceanii, w latach 2014 - 2024. Piąta na igrzyskach wspólnoty narodów w 2014. Mistrzyni Australii w 2018 roku.

## Letnie Igrzyska Olimpijskie 2016
| Konkurencja | Eliminacje           | Eliminacje           | Klas. końcowa |
| Konkurencja | Przeciwnik I         | Przeciwnik II        | Miejsce       |
| ----------- | -------------------- | -------------------- | ------------- |
| 63 kg       | Laura Sallés (AND) Z | Miku Tashiro (JPN) P | 16.           |

## Letnie Igrzyska Olimpijskie 2020
| Konkurencja | Eliminacje          | Eliminacje            | Klas. końcowa |
| Konkurencja | Przeciwnik I        | Przeciwnik II         | Miejsce       |
| ----------- | ------------------- | --------------------- | ------------- |
| 63 kg       | Gili Sharir (ISR) Z | Juul Franssen (NED) P | 16.           |